# Gingerdead Man 3: Saturday Night Cleaver
Série
Gingerdead Man 2: Passion of the Crust
(2008)
Pour plus de détails, voir Fiche technique et Distribution.
Gingerdead Man 3: Saturday Night Cleaver est un film américain réalisé par Charles Band sorti en 2011. C'est la suite de Gingerdead Man 2: Passion of the Crust.

## Synopsis
Alors qu'on pensait qu'il était mort le tueur en bonhomme de pain d'épice a été enfermé dans une vitrine avec un masque d’Hannibal Lecteur, il va pouvoir alors s'enfuir en voyagent dans le temps jusqu’à l'année 1976, dans une boîte de nuit ou il pourra faire un nouveau massacre sanglant.

## Fiche technique
- Titre original : Gingerdead Man 3: Saturday Night Cleaver
- Réalisateur : Charles Band
- Scénarios : William Butler
- Pays d'origine : États-Unis
- Lieu de tournage : États-Unis
- Langue : anglais
- Genre : Comédie horrifique et fantastique
- Durée : 78 min
- Dates de sortie : 13 septembre 2011 (États-Unis)
- interdit aux moins de 12 ans

## Distribution
- Jackie Beat
- Paris Wagner
- Steve-Michael McLure
- Kimberly Pfeffer
- Selene Luna